# Walter Spengemann
Walter Friedrich Wilhelm Spengemann (geboren am 27. April 1904 in Hannover; gestorben am 23. März 1969 in Großbritannien) war ein deutscher Journalist, Verleger und Mitglied des Stadtrates in Hannover.

## Leben
Walter Spengemann war der Sohn des Grafikers und Kunstkritikers Christof Spengemann und dessen Frau Luise, einer Bildhauerin. In Hannover besuchte er die Leibnizschule, die er 1924 mit dem Abitur verließ. Von 1925 bis 1927 studierte er Geografie, Völkerkunde und afrikanische Sprachen in Hamburg und Göttingen. 1927 absolvierte er ein Volontariat in Essen und am Provinzialmuseum Hannover. Als Folge einer Arsenvergiftung wechselte er 1929 seinen Beruf und wurde freier Mitarbeiter für den Lokal- und Unterhaltungsteil der sozialdemokratischen Tageszeitung Volkswille in Hannover sowie im Feuilleton des Hannoverschen Tageblattes. Wie sein Vater trat er als pointierter Kritiker des hannoverschen Kulturlebens hervor, arbeitete mit diesem und Kurt Schwitters für das Ende 1928 veranstaltete „Fest der Technik“ in Hannover und beteiligte sich mit diesen am „Ring hannoverscher Schriftsteller“.
Im gleichen Jahr erklärte er seinen Beitritt zur SPD. 1930 wurde er Leiter der „Sozialistischen Schülergemeinschaft“ der Sozialistischen Arbeiter-Jugend (SAJ). 1931 trat er dem Reichsbanner Schwarz-Rot-Gold bei. Um diese Zeit hat er sich mit Ilse Steinitz verlobt, der Tochter von Käte Steinitz. Infolge des Verbots der Zeitung Volkswille durch die nationalsozialistische Regierung, wurde Spengemann 1933 arbeitslos. 1935 begann er eine Lehre als Schriftsetzer, die er allerdings nach neun Monaten wieder abbrach.
Bereits im März 1933 übernahm er die Leitung des illegalen Jungbanners in Hannover. Im September 1933 schloss er sich der von Werner Blumenberg gegründeten Widerstandsorganisation Sozialistische Front an und übernahm bis zum Februar 1936 die Nachrichtenbeschaffung für die Sozialistischen Blätter, die auch ins Ausland versendet wurden. Nach einem Zerwürfnis mit Blumenberg verließ er die Organisation. Seine Verlobte Ilse Steinitz, die eng mit ihm zusammengearbeitet hatte, emigrierte 1936 zusammen mit ihrer Mutter in die USA.
Im August 1936 wurde er zusammen mit seiner Mutter durch die Gestapo verhaftet und am 23. September 1937 vom Oberlandesgericht Hamm wegen „Vorbereitung zum Hochverrat“ zu zehn Jahren Zuchthaus verurteilt. Bis zur Befreiung durch amerikanische Soldaten im Zuchthaus Hameln hatte er neun Jahre abgesessen. 1949 stellte sich durch die Veröffentlichung von Verhörprotokollen der Gestapo, die die KPD initiiert hatte, heraus, dass Walter Spengemann unmittelbar nach seiner Verhaftung der Gestapo detaillierte Informationen über die hannoversche Widerstandsgruppe gegeben hatte, was die Verhaftung von rund 300 Personen und die Zerschlagung der Sozialistischen Front zur Folge hatte. Ob dies aus Sorge um die ebenfalls inhaftierten Eltern oder freiwillig geschah, bleibt offen. 1946 war Spengemann noch von einem SPD-Untersuchungsausschuss, dem u. a. der ehemalige Gestapo-Spitzel Herbert Kriedemann angehört hatte, von jedem Verdacht der Gestapo-Kollaboration freigesprochen worden.
Als Journalist und früherer Mitarbeiter der SPD-Zeitung Volkswille wurde er von der Britischen Militärregierung nach dem Ende des Zweiten Weltkriegs als Chefredakteur des Neuen Hannoverschen Kuriers eingesetzt. Spengemann gehörte zum engen Kreis um Kurt Schumacher und hatte dessen Vertrauen. Im Juli 1946 gründete er gemeinsam mit Egon Franke und Fritz Heine die sozialdemokratische Hannoversche Presse und wurde einer der Chefredakteure. Von 1946 bis 1951 war er außerdem Lizenzträger und Chefredakteur der Norddeutschen Zeitung. Im Mai 1947 übernahm er darüber hinaus das  Hannover-Büro des Nordwestdeutschen Rundfunks (NWDR) und im Herbst das Niedersachsen-Büro.
Auch nach der Veröffentlichung der Dokumente, die Spengemanns Verrat an den eigenen Genossen belegten, hielt die SPD an ihrem prominenten Mitglied fest. Von 1956 bis 1968 gehörte er für die SPD dem hannoverschen Stadtrat an und war Vorsitzender des Kulturausschusses. 1968 siedelte er zu seiner zweiten Frau Olive nach Großbritannien über, wo er ein Jahr später verstarb. Eine erste Ehe hatte mit Klara Spengemann-Morf bestanden.